# Сичавка
Сича́вка (до 1922 — Олександрівка) — село Южненської міської громади Одеського району Одеської області в Україні. Населення становить 1722 осіб. 

## Історія

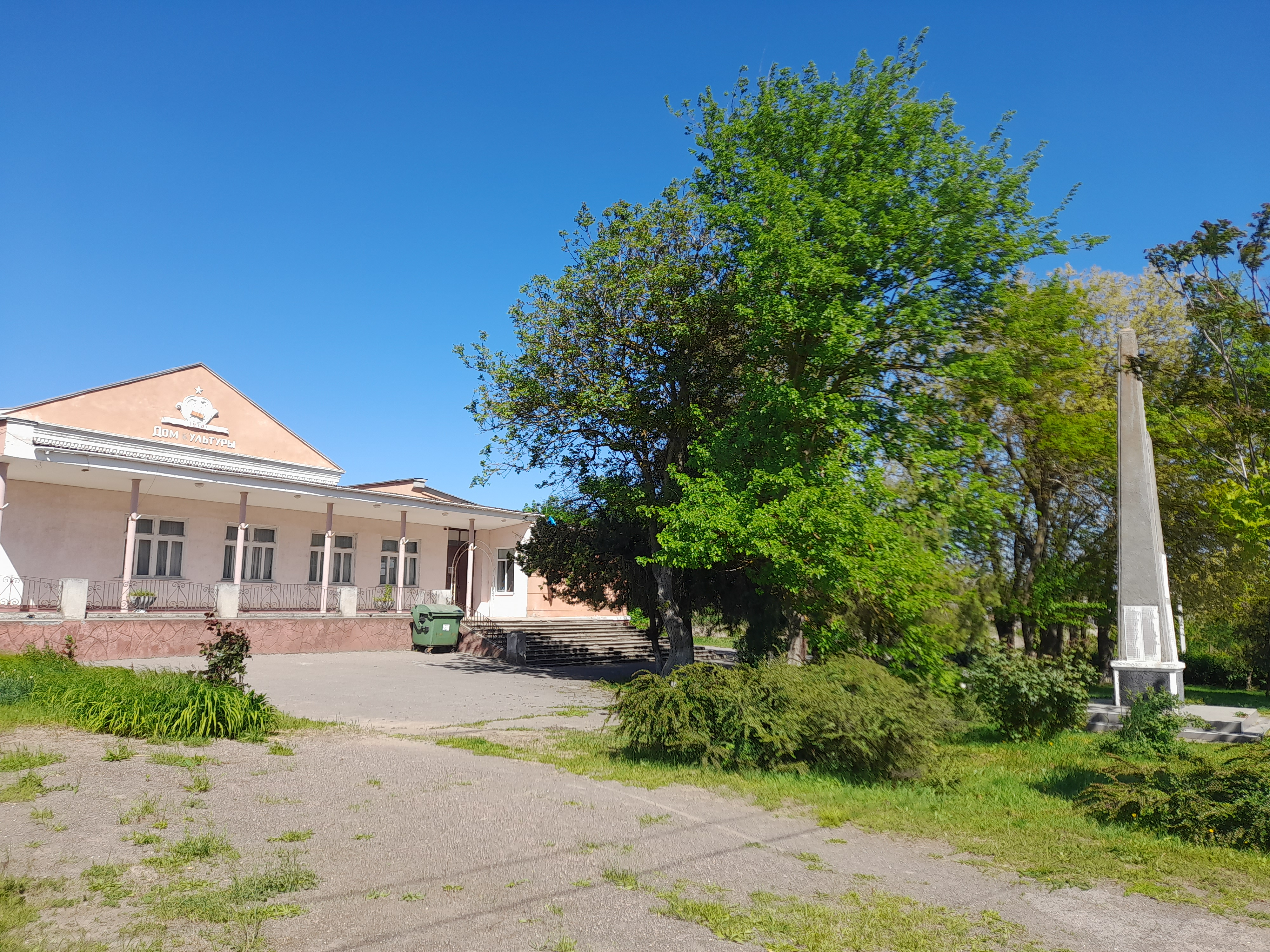
Будинок культури та меморіал загиблим у Другій Світовій війні

Станом на 1886 у селі Олександрівка, центрі Олександрівської волості Одеського повіту Херсонської губернії, мешкало 1129 осіб, налічувалось 180 дворових господарств, існували православна поштова станція, 2 лавки та постоялий двір. За ¼ версти — постоялий двір, лавка. Сичавка заснована наприкінці XVIII століття. Першими її поселенцями були втікачі — селяни з північних і центральних областей України та відставні солдати.
Населений пункт мав кілька назв — Сичавка, Олександрівка, Ізмаїлівка, Тишковка. Найпоширенішими були дві перші назви — Сичавка і Олександрівка. Вони були в ужитку до 1922 року — часу перейменування на село імені лейтенанта Шмідта. Однак закріпилася за селом перша, найбільш розповсюджена назва — Сичавка.

## Населення
Згідно з переписом УРСР 1989 року чисельність наявного населення села становила 1822 особи, з яких 829 чоловіків та 993 жінки.
За переписом населення України 2001 року в селі мешкали 1722 особи.

### Мова
Розподіл населення за рідною мовою за даними перепису 2001 року:
| Мова       | Відсоток |
| ---------- | -------- |
| українська | 89,37 %  |
| російська  | 9,64 %   |
| румунська  | 0,52 %   |
| білоруська | 0,41 %   |